# The Exploding Boy
The Exploding Boy är ett svenskt band från Stockholm. Bandet startades i januari 2006 av Johan Sjöblom, sång och gitarr och Lars Andersson, sologitarr, och har sedan dess gett ut sex fullängdsalbum.
Bandnamnet är passande nog, men enligt bandet helt oavsiktligt, en låt med engelska bandet The Cure.
I maj 2006 tillkom Stefan Axell på gitarr, Nicklas Isgren på keyboards, Mario Gonzalez på bas samt Tord Karlsson på trummor, och första spelningen ägde rum två veckor senare. 2007 släpptes debutalbumet The Exploding Boy, och den numera nedlagda musiksajten Digi.com beskrev musiken som: "Det är retro utan att bli förfalskat nostalgiskt, det är vackert utan att bli smetigt sentimentalt."
Nätmagasinet Musiklandet.se skrev: "De har lyckats skapa ett upplyst mörker."
I samma veva som "40 Days" - första singeln från andra albumet släpptes - lämnade Mario Gonzalez och Tord Karlsson bandet, men låten blev populär och The Exploding Boy fick snabbt internationell uppmärksamhet. Under 2009 åkte de på flera turnéer i Europa, gjorde en spelning på tyska got/post-punkfestivalen Wave Gotik Treffen i Leipzig, samt förekom upprepade gånger i europeiska musiktidningar. Andra albumet "Afterglow" fick toppbetyg runt i Europa, med dess singel-trilogi "40 Days", "London", och "Heart Of Glass".
2011 kom "The Black Album", som även släpptes på den Nordamerikanska etiketten Vendetta Music. The Exploding Boy fick återigen positiva recensioner och albumet följdes upp med turnéer i Europa, samt med spelningar på flera festivaler, bland annat på ett fullsatt Wave Gotik Treffen inför 3000 besökare.
I oktober 2013 släppte The Exploding Boy sitt fjärde album, "Four", på den tyska skivetiketten Drakkar Entertainment, och började i samma veva arbeta med det tyska bokningsbolaget Neuwerk Music. Efter Europaturnén "Dark City Tour II", våren 2014, framträdde bandet på Amphi Festival i Köln samt första gången i England på S.O.S. Festival.

## Diskografi
- 2007 – The Exploding Boy
- 2009 – Afterglow
- 2011 – The Black Album
- 2013 – Four
- 2016 – At The Dress Circle - Live NYC
- 2018 – Alarms!